# Итс, Рудольф Фердинандович
Рудо́льф Фердина́ндович Итс (1 октября 1928, Череповец — 11 июля 1990, Владивосток) — советский этнограф, специалист в области этнической истории Восточной Азии, Сибири, Дальнего Востока, по теории этнографии, профессор, доктор исторических наук, организатор и руководитель кафедры этнографии и антропологии исторического факультета ЛГУ, сотрудник, с 1982 года и до своей смерти заместитель директора по Ленинградской части Института этнографии АН СССР, член Союза писателей СССР. Как автор приключенческой литературы известен также под псевдонимом Р. Демидов.

## Биография
У Рудольфа была сестра Гильда и брат Эдуард.
В 1945 году окончил Таллинскую центральную русскую гимназию.
В 1950 году окончил Восточный факультет ЛГУ, учился в аспирантуре Ленинградской части Института этнографии АН СССР.
С 1954 года являлся сотрудником Института этнографии: в 1963—1968 руководитель ленинградской группы сектора Зарубежной Азии, Австралии и Океании; в 1982—1990 годах — директор Ленинградской части института — Кунсткамеры.
Возглавлял кафедру этнографии и антропологии исторического факультета ЛГУ (1968—1990). По свидетельствам очевидцев, впервые День этнографа (отмечается 17 июля) — профессиональный праздник представителей различных этнографических школ — начал отмечаться в 1970-х годах по инициативе первого заведующего кафедрой этнографии и антропологии Р. Ф. Итса.
Похоронен в Санкт-Петербурге на Серафимовском кладбище

### Семья
Жена — Галина Геронтьевна Итс (урождённая Петрова), тюрколог.
Два сына. Один из них — Александр (р. 01.01.1952) — математик и физик-теоретик. Профессор, доктор физико-математических наук. Работал на кафедре высшей математики и математической физики физического факультета ЛГУ, затем в некоторых университетах США. В настоящее время в Department of Mathematical Sciences, заслуженный профессор Университета Индианы (США) Indiana University — Purdue University Indianapolis (Indianapolis, USA) и научный сотрудник кафедры высшей математики и математической физики физического факультета СПбГУ. Второй сын — Евгений (р. 28.11.1958). У него сын Антон (18.01.1981), дочь Надежда (р. 11.05.1983)
Вторая жена - Виноградова Галина Аркадьевна (10.08.1938). Филолог, заведующая кафедрой русского языка как иностранного в ЛИСИ (ныне СПАСУ).

## Научная деятельность
Проводил полевые исследования в Туве (1950-е гг.) и среди селькупов и кетов в Зап. Сибири (1960-е гг.). Автор работ по этнической истории и культуре народов Южного и Юго-Западного Китая, статей тома «Народы Восточной Азии» из серии «Народы мира» (1965), учебных пособий, научно-популярных и худож. произведений, трудов по истории российской этнографии.

## Основные работы
Диссертации
- Народ мяо. (Историко-этнографический очерк). Автореф. дисс. … к. и. н. — Л., 1954.
- Происхождение народов Южного Китая. (Очерки этнической истории чжуан, мяо и ицзу). Автореф. дисс. … д. и. н. — Л., 1967.

Монографии
- Мяо: историко-этнографический очерк / Труды Ин-та этнографии им. Н. Н. Миклухо-Маклая. Новая серия. Т. 55. — М.—Л.: Издательство АН, 1960. — 118 с.
- Этническая история юга Восточной Азии. — Л.: Наука, 1972. — 307 с. — 1400 экз.

Учебные и популярные книги
- Введение в этнографию: Учебное пособие. — Л.: Издательство ЛГУ, 1974. — 160 с. — 11 060 экз.; 2-е изд. — 1991. — 168 с. — 13 286 экз.
- Века и поколения: Этнографические этюды. — М.: Мысль. — 1976. — 271 с. — 140 000 экз.; 2-е изд. — Л.: Лениздат, 1986. — 236 с. — 100 000 экз. — (Серия «Разум познает мир»)
- Золотые мечи и колодки невольников. — М.: Наука. 1976. — 201 с. — 10 000 экз. — (Серия «Культура народов Востока»); 2-е изд. под наим.: Золотые мечи и колодки невольников: Историко-этнографический роман. — Хабаровск, 1983. — 192 с. — 30 000 экз.
- Кунсткамера. (Серия «Туристу о Ленинграде»). — Л.: Лениздат. 1974. — 118 с. — 15 000 экз.; 2-е изд. — Л., 1980; 3-е изд. — Л., 1989. — 132 с. — 50 000 экз.
- Очерки истории Китая с древнейших времен до середины XVII века. Пособие для учителя. — Л.: Учпедгиз, 1961. — 216 с. — 6000 экз. (в соавт. с Смолиным Г. Я.
- Шёпот Земли и молчание Неба: Этногр. этюды о традиц. нар. верованиях. — М.: Политиздат, 1990.

Художественные произведения
- Женский лик Земли: Историко-этнографические новеллы. — Л.: Лениздат, 1988. — 224 с. — 50000 экз.
- Камень солнца: Рассказы этнографа. — Л.: Детская литература, 1974. — 175 с. — 75 000 экз.
- К людям ради людей: этнографические новеллы. — Л.: Детская литература, 1987. — 143 с. — 75 000 экз.
- Последний аргиш: Этнографическая повесть. — М.: Мысль, 1964. — 104 с. — 40 000 экз. — (Серия «Путешествия и приключения»)
- Стрелы немой скалы: Этнографическая повесть. — М.: Мысль, 1966. — 112 с. — 65 000 экз. — (Серия «Путешествия. Приключения. Фантастика»)
- Цветок лотоса: Рассказы этнографа. — М.: Географгиз, 1962. — 119 с. — 100 000 экз. — (Серия «Путешествия. Приключения. Фантастика»)

Составитель и редактор
- Эпические сказания народов Южного Китая. М., 1956 (пер., ст. и коммент. совм. с Б. Б. Вахтиным).